# Alerta Cobra: Unidad Especial
Alerta Cobra: Patrulla Especial (Alarm für Cobra 11 – Einsatz für Team 2) es una serie paralela a Alerta Cobra, realizada su primera temporada en 2002 bajo las mismas premisas, en las mismas localizaciones y realizadas con otros actores para cubrir un tiempo de descanso de la serie original. Se realizaron dos temporadas, una en 2002 (a continuación de la cuarta temporada) y otra en 2005 (a continuación de la sexta).
Los protagonistas de la primera son el comisionado superior Frank Traber (Hendrik Duryn) y la comisaria Sussana von Landitz (Julia Stinshoff). Los protagonistas de la serie original solo aparecen en el primer capítulo.
A diferencia de la serie original, una parte del equipo es una mujer, cambiando algunas de las relaciones entre los protagonistas.

Ihr Revier ist die Autobahn.

Ihr Tempo ist mörderisch.
Ihre Gegner: Autoschieber, Mörder und Erpresser.
Einsatz rund um die Uhr für das Team von Cobra 11.

Unsere Sicherheit ist ihr Job.

## Episodios[1]
| Temporada | Temporada | Episodios | Fecha de emisión |
| --------- | --------- | --------- | ---------------- |
|           | 1         | 6         | 2003             |
|           | 2         | 6         | 2005             |

### Temporada 1 (2003)
| # | Nombre                                |
| --- | ------------------------------------- |
| 1 | «Cuenta atrás en el puente (Parte 1)» |
| 2 | «Cuenta atrás en el puente (Parte 2)» |
| 3 | «Testigo ocular»                      |
| Jonas Klein y su tío Hartmut sufren una angustiosa pesadilla: ambos son perseguidos por dos criminales armados. Antes de morir, Hartmut le entrega a Jonas una tarjeta, pero este la pierde en el bosque. Susanna y Frank siguen la pista de Jonas y consiguen atraparlo. Sin embargo, este logra escapar de los policías. Los dos asesinos terminan encontrando al joven y lo secuestran. Frank y Susanna intentan resolver el caso. |                                       |
| 4 | «Desaparecida»                        |
| Volker Klein y Tanja Hoffmann están de viaje el fin de semana. En un área de descanso, Tanja es secuestrada por dos gánsteres. Volker se da cuenta e intenta rescatarla pero en el intento causa un horrible accidente. Frank y Susanna investigan el caso, pero sin llegar a encontrar ninguna pista fiable. Deciden ir al apartamento de Volker y Tanja con intención de encontrar algo que les ayude. Al llegar allí, sorprenden a los dos secuestradores, que consiguen escapar tras un brutal tiroteo. Sin embargo, Frank y Susanna encontrarán el pasaporte de Tanja donde consta que está casada con Rodinski, un peligroso gánster que acaba de huir de prisión. |                                       |
| 5 | «Sueños mortales»                     |
| Una pareja de jóvenes toman a Bonny y Clyde como ejemplo. Betty seduce a un hombre y en los baños de un área de descanso y Jo le atraca. Ambos salen huyendo y escapan justo delante de Frank y Susanna. Montados en el coche, intentan atraparles, pero consiguen escapar antes de que lo logren. Más tarde, durante un robo, dos policías consiguen retenerles; Jo y Betty les disparan y consiguen escapar de nuevo. |                                       |
| 6 | «Un poli seducido»                    |
| Susanna y Frank van escoltando un camión con prisioneros dentro. Manfred Kosinski, uno de ellos, finge estar enfermo y cuando un policía acude a socorrerle, le roba el arma y comienza a disparar. El conductor resulta herido y el camión se sale de la carretera, pero Kosinski consigue escapar. Susanna y Frank creen saber hacia dónde se dirige y van en su búsqueda, pero el prisionero vuelve a escaparse, llevándose el arma de Susanna. Parece ser que la única opción que les queda para averiguar dónde está es su exnovia, Rosanna. |                                       |

### Temporada 2 (2005)
| # | Nombre                   |
| --- | ------------------------ |
| 1 | «Ajuste de cuentas»      |
| El coche del comerciante Niclas Henning sufre una avería en la autopista. Cuando va a pedir ayuda, aparece un joven que se encarga de la asistencia en la carretera y le arregla el coche. Sin embargo, cuando Henning va de nuevo por la autopista, descubre que los frenos no le funcionan. Adelanta de forma agresiva a Frank y a Susanna y éstos van detrás de él. Sin embargo, Niclas termina teniendo un accidente en el que muere. Frank y Susanna descubrirán que el coche estaba manipulado. Mientras, ocurre otro accidente: un camionero fallece cuando su camión explota. Descubren que vuelve a haber sabotaje y comienzan a plantearse si hay alguna relación entre ambas víctimas.                                                                            |                          |
| 2 | «Pura codicia»           |
| Durante un accidente masivo en la autopista, alguien roba tres importantes cuadros de un coche blindado. Investigando el incidente, Frank y Susanna recibirán la ayuda de un encantador y atractivo investigador de seguros llamado Mathieu Gordon. Susanna y Mathieu se sentirán atraídos el uno por el otro. Mathieu parece ser todo lo que Frank no es. Eso provocará que Frank se muestre celoso. Además, la investigación les introducirá en el mundo del arte, donde Frank está totalmente fuera de lugar. Además, comienza a pensar que Mathieu oculta algo, lo que hace que su relación con Susanna empeore. |                          |
| 3 | «La autoescuela»         |
| Anke Vinzenz, una chica que está aprendiendo a conducir, provoca un accidente masivo en la autopista. Klaus Ruther, un ladrón de bancos, intenta escapar del lugar con el coche de la autoescuela. Para ello, obliga a la chica a que haga de conductora mientras escapan. Seguidos de cerca por Frank y Susanna, el coche va a gran velocidad por la autopista y llega a despistar a la policía. Investigando, descubren que Ruther tuvo un cómplice en el robo del banco que logró huir y que no fue identificado. Susanna y Frank sospechan que Klaus intentará buscar a su compañero para cobrar el dinero del robo y, tal vez, huir a otro país. |                          |
| 4 | «Día de paga»            |
| Un avión provoca un accidente en la autopista para estrellarse poco más allá en un bosque. Frank y Susanna encuentran a uno de los tripulantes, Darius Novak, y mientras ella se queda atendiéndolo, su compañero se dirige al lugar donde cayó el avión. Al ver que el piloto ha sido asesinado y hay ropa de presidiario corre de nuevo a junto de Susanna, pero se encuentra con que su compañera está tendida en el suelo y es disparado por el presidiario. Novak, herido en el brazo, usa a Susanna como rehén y conductora para continuar su fuga. |                          |
| 5 | «Mezcla explosiva»       |
| Frank entra en una gasolinera y se encuentra una desagradable sorpresa: Sven Westphal, con un casco de motocicleta puesto, está amenazando a los propietarios, Ruth y Walther Siebert, con un arma. Antes de que Frank pueda hacer nada, Walther recibe un disparo en el pecho. Frank saca su arma pero comienza a dispararle otro atracador desconocido. Mientras que Frank corre a refugiarse, Westphal coge el dinero y huye en una motocicleta. Susanna y Frank le persiguen hasta que del coche comienza a salir humo. Los asesinos consiguen huir. Frank se culpa a sí mismo por no ser capaz de evitar el accidente, mientras que Sussana ve algo extraño en todo el asunto: ¿por qué el atracador disparó al dueño de la gasolinera si no opuso ninguna resistencia? |                          |
| 6 | «Protección de testigos» |
| Andrea va conduciendo por la autopista cuando la cabina de un tráiler aparece detrás de ella e intenta sacarla de la carretera. Aterrorizada, Andrea informa a Herzberger de la situación y Frank y Susanna acuden a su rescate. En el último segundo, Andrea consigue salvar su vida saltando del coche y ve cómo su coche estalla en llamas y el tráiler se estrella. Para Susanna no hay duda de quién puede ser el responsable de todo esto. |                          |

A pesar de ser este el orden en que se han emitido los episodios en España, originalmente se emitieron en Alemania de la siguiente manera:
1. Countdown auf der Todesbrücke (Cuenta atrás en el puente de la muerte). Emitido el 17 de abril de 2003.
2. Tödliche Träume (Sueños mortales). Emitido el 24 de abril de 2003.
3. Stafversetzt (Un policía seducido). Emitido el 8 de mayo de 2003.
4. Verschwunden (Desaparecida). Emitido el 15 de mayo de 2003.
5. Der Augenzeuge (testigo ocular). Emitido el 22 de mayo de 2003.
6. Zahltag (Día de paga). Emitido el 270 de octubre de 2005.
7. Eiskalte Gier (Pura codicia). Emitido el 3 de noviembre de 2005.
8. Die Abrechnung (Ajuste de cuentas). Emitido el 10 de noviembre de 2005.
9. Fahrschule (La autoescuela). Emitido el 17 de noviembre de 2005.
10. Explosive Mischung (Mezcla explosiva). Emitido el 24 de noviembre de 2005.
11. Zeugenschutz (Protección de testigos). Emitido el 8 de diciembre de 2005.